# Oratorio de San Felipe Neri (Cádiz)
El oratorio de San Felipe Neri es un edificio ubicado en la ciudad de Cádiz, España, construido en estilo barroco entre los años 1685 y 1719. Fue en este lugar donde acontecieron las reuniones de las Cortes Generales a partir de 1811 durante la invasión napoleónica de España y donde se proclamó la primera constitución española, la Constitución de 1812, destacada por su carácter marcadamente liberal.Está catalogado como Bien de Interés Cultural.

## Descripción
Se trata de un templo de estilo barroco de planta elíptica construido entre 1685 y 1719 por Blas Díaz.
Arruinado por el terremoto de Lisboa de 1755, cuyos efectos llegaron hasta aquí, la cúpula encamonada, de doble tramo y con ocho ventanales, sería reconstruida poco después, en 1764, por el maestro Pedro Afanador.
En su exterior, la zona está articulada por pilastras jónicas, entre las que destacan numerosas lápidas dedicadas a los diputados doceañistas, nombre dado a los diputados de las Cortes de Cádiz pertenecientes a la corriente liberal y que se encontraban a favor de la Constitución. Estas placas se ubicaron en este lugar especialmente en 1912, con motivo de la celebración del centenario de la proclamación de la Constitución de 1812.
En su interior, existen siete capillas rectangulares, todas ellas de bóveda de cañón y ricamente decoradas, distribuidas a lo largo de su planta elíptica. De entre ellas destaca la Capilla del Sagrario, obra de los hermanos genoveses Bernardo y Francesco Maria Schiaffino, considerada una de las obras cumbre de la escuela gaditano-genovesa. También destaca el retablo mayor del templo de estilo rococó y que incluye un lienzo que representa a la Inmaculada Concepción, obra de Murillo y considerada de las mejores del pintor.
En el marco de este histórico edificio se llevan a cabo dos veces al año, el día de la Inmaculada y el de San Juan las solemnes investiduras de nuevas Damas y Caballeros de la Real y Benemérita Institución de los Caballeros Hospitalarios de San Juan Bautista con su estricto protocolo y singular ceremonial desde 1807.